# 大沽戰鬥
大沽戰鬥發生於1937年7月29日，地點則是在中國冀東一帶。是抗日戰爭主要戰鬥之一，交戰一方為守軍之國民革命軍，另一方則為日軍。中國軍隊領導者為黃維綱，日軍方面領軍者則為第20師團之川岸文三郎。最後，強行登陸的20師團獲得部分戰略據點並向馬廠轉移。